# العلاقات الأوغندية الأرجنتينية
العلاقات الأوغندية الأرجنتينية هي العلاقات الثنائية التي تجمع بين أوغندا والأرجنتين.

## مقارنة بين البلدين
هذه مقارنة عامة ومرجعية للدولتين:
| وجه المقارنة                                              | أوغندا                        | الأرجنتين                                               |
| --------------------------------------------------------- | ----------------------------- | ------------------------------------------------------- |
| المساحة (كم2)                                             | 241.04 ألف                    | 2.78 مليون                                              |
| عدد السكان (نسمة)                                         | 42.86 مليون                   | 44.27 مليون                                             |
| الكثافة السكانية (ن./كم²)                                 | 177.81                        | 15.92                                                   |
| العاصمة                                                   | كامبالا                       | بوينس آيرس                                              |
| اللغة الرسمية                                             | لغة إنجليزية، اللغة السواحلية | اللغة الإسبانية                                         |
| العملة                                                    | شيلينغ أوغندي                 | البيزو الأرجنتيني 1983 ‏، بيزو أرجنتيني، أسترال أرجنتيني |
| الناتج المحلي الإجمالي (بليون دولار)                      | 25.89 مليار                   | 637.59 مليار                                            |
| الناتج المحلي الإجمالي (تعادل القوة الشرائية) بليون دولار | 72.25 مليار                   | 883.02 مليار                                            |
| الناتج المحلي الإجمالي الاسمي للفرد دولار أمريكي          | 705                           | 13.43 ألف                                               |
| الناتج المحلي الإجمالي للفرد دولار أمريكي                 | 1.77 ألف                      |                                                         |
| مؤشر التنمية البشرية                                      | 0.483                         | 0.827                                                   |
| رمز المكالمات الدولي                                      | +256                          | +54                                                     |
| رمز الإنترنت                                              | .ug                           | .ar                                                     |
| المنطقة الزمنية                                           | ت ع م+03:00                   | 00                                                      |

## منظمات دولية مشتركة
يشترك البلدان في عضوية مجموعة من المنظمات الدولية، منها:
| علم المنظمة | اسم المنظمة                               | تاريخ انضمام أوغندا | تاريخ انضمام الأرجنتين |
| ----------- | ----------------------------------------- | ------------------- | ---------------------- |
|             | مؤسسة التنمية الدولية                     | 27 سبتمبر 1963      | 3 أغسطس 1962           |
|             | البنك الإفريقي للتنمية                    | ?                   | ?                      |
|             | يونسكو                                    | 9 نوفمبر 1962       | 15 سبتمبر 1948         |
|             | مؤسسة التمويل الدولية                     | 27 سبتمبر 1963      | 13 أكتوبر 1959         |
|             | منظمة حظر الأسلحة الكيميائية              | ?                   | ?                      |
|             | الأمم المتحدة                             | 25 أكتوبر 1962      | 24 أكتوبر 1945         |
|             | الاتحاد الدولي للاتصالات                  | 8 مارس 1963         | 1889                   |
|             | منظمة الشرطة الجنائية الدولية             | ?                   | ?                      |
|             | البنك الدولي للإنشاء والتعمير             | 27 سبتمبر 1963      | 20 سبتمبر 1956         |
|             | الاتحاد البريدي العالمي                   | ?                   | ?                      |
|             | المركز الدولي لتسوية المنازعات الاستشارية | 14 أكتوبر 1966      | 18 نوفمبر 1994         |
|             | وكالة ضمان الاستثمار متعدد الأطراف        | 10 يونيو 1992       | 11 فبراير 1992         |
|             | منظمة التجارة العالمية                    | ?                   | ?                      |
|             | الفريق المعني برصد الأرض                  | ?                   | ?                      |

## وصلات خارجية
- موقع وزارة الخارجية الأوغندية
- موقع وزارة الخارجية الأرجنتينية